# Hilton Beach
Hilton Beach to wieś (ang. village) w Kanadzie, w prowincji Ontario, w dystrykcie Algoma.
Powierzchnia Hilton Beach to 2,46 km².
Według danych spisu powszechnego z roku 2001 Hilton Beach liczy 174 mieszkańców (70,73 os./km²).